# Афанасово (Лежневское сельское поселение)
Афанасово — село в Лежневском районе Ивановской области России, входит в состав Лежневского сельского поселения.

## География
Деревня расположена на берегу реки Вязьмы в 6 км на юго-запад от райцентра посёлка Лежнево.

## История
Церковь в селе несомненно существовала уже в XVII веке. Точные исторические сведения о церкви относятся к началу XVIII столетия, а именно: в церкви до настоящего времени сохранились расписки причта в получении денег из Суздальского казённого приказа и письма от священников села Лежнева на повенчание браков от 1707—1719 годов. В 1756 году в селе построена была новая деревянная церковь. В 1832 году на средства помещика капитана Ивана Степановича Меркулова и прихожан построена каменная церковь с колокольней. Престолов в церкви было два: в честь Архангела Михаила и в приделе — в честь Тихвинской иконы Божией Матери. Приход составляли село и деревни: Медведково, Кунеевка, Высоково, Кудреватик. С 1889 года в селе существовала церковно-приходская школа.
В конце XIX — начале XX века село входило в состав Лежневской волости Ковровского уезда Владимирской губернии. В 1859 году в селе числилось шесть дворов, в 1905 году — девять дворов.
С 1932 года село являлось центром Афанасовского сельсовета Лежневского района, с 1954 года в составе Щаповского сельсовета, в 1963—1985 годах — в составе Ивановского района, с 2005 года село — в составе Лежневского сельского поселения.

## Население
| 1859 | 1905 | 2010 |
| ---- | ---- | ---- |
| 42   | ↗46  | ↘43  |

## Достопримечательности
В селе находится действующая церковь Михаила Архангела (1832)